# Ibaan
Ibaan ist eine philippinische Stadtgemeinde in der Provinz Batangas.

## Geografie
Ibaan liegt 110 km südlich von Manila. Die Stadtgemeinde grenzt im Norden an San Jose und Lipa City, im Osten an Rosario und Taysan, im Süden an Batangas City, im Westen ebenfalls an Batangas City sowie an San Jose. Die Stadtgemeinde hat eine Landfläche von 98,95 km² und liegt ungefähr 100 m über dem Meer.

## Bevölkerung

### Religionen
Die Bevölkerung ist überwiegend römisch-katholisch. Außerdem gibt es kleinere Gruppen von Protestanten und Anhänger der Iglesias.

### Sprache
Tagalog ist die Sprache der Einheimischen, Englisch wird ebenfalls in der Schule gelehrt und wird als Amtssprache und bei Geschäftsabschlüssen verwendet.

## Wirtschaft
Die Temperaturen sind moderat, sowohl während der Regen- als auch während der Trockenzeit, ideal für Feld- und Viehproduktion, wo die meisten Bewohner beschäftigt sind. Ibaan gilt als "die Heimat des kulambo" (Moskitonetzes), da der Handel mit solchen Moskitonetzen zu den profitabelsten Geschäften in Ibaan gehört.

## Baranggays
Ibaan ist politisch unterteilt in 26 Baranggays.
| - Bago - Balanga - Bungahan - Calamias - Catandala - Coliat - Dayapan - Lapu-lapu - Lucsuhin - Mabalor - Malainin - Matala - Munting-Tubig | - Palindan - Pangao - Panghayaan - Poblacion - Quilo - Sabang - Salaban I - San Agustin - Sandalan - Santo Niño - Talaibon - Tulay - Salaban II |